# Stazione di Berlino Südkreuz
La stazione di Berlino Südkreuz (letteralmente "incrocio sud"), in tedesco Berlin Südkreuz, è una delle più importanti stazioni ferroviarie di Berlino.
Si trova nel quartiere di Schöneberg, all'incrocio fra la Ringbahn e le linee per Dresda (Dresdner Bahn) e Lipsia (Leipziger Bahn).

## Storia

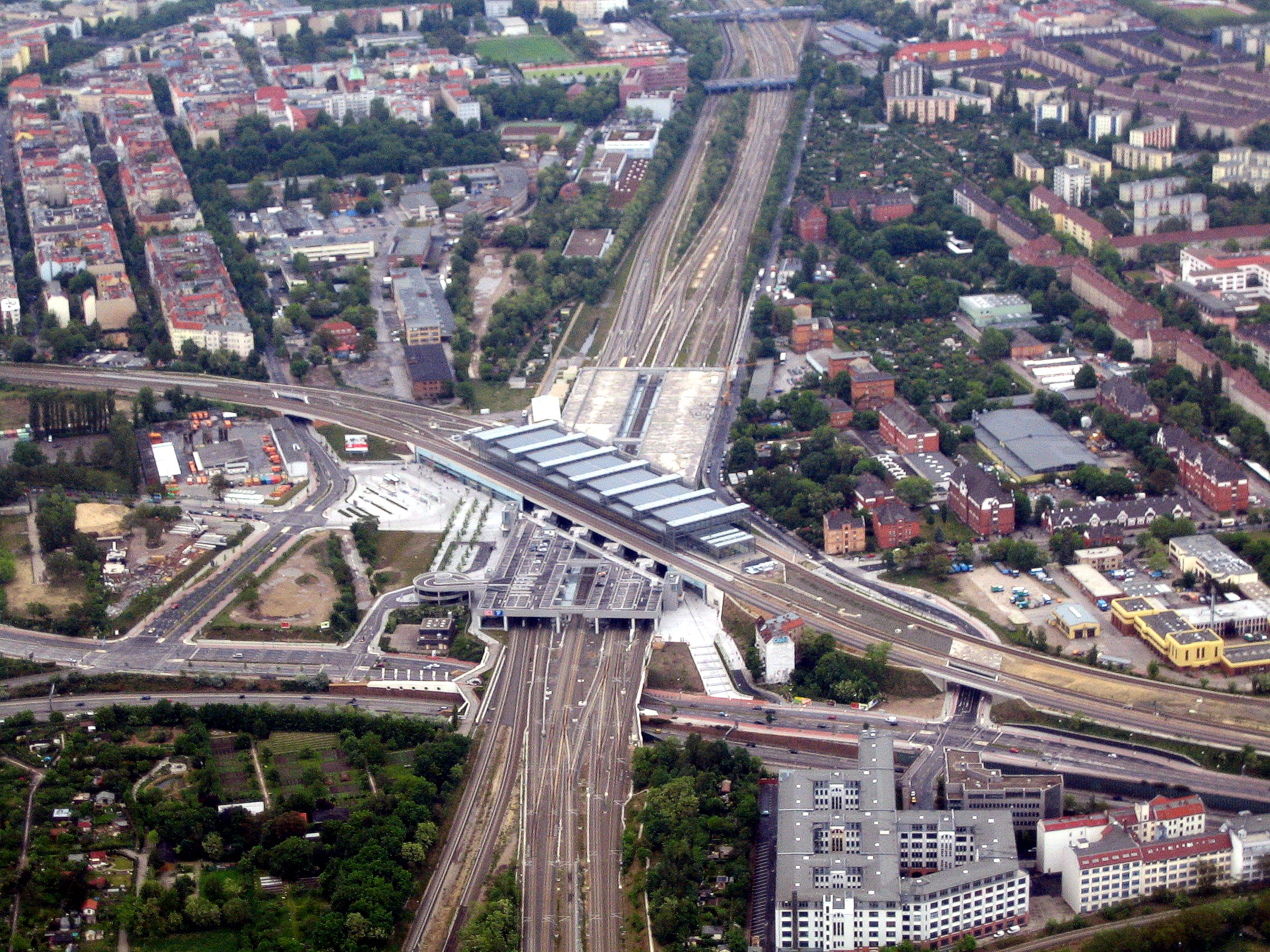
Foto aerea della stazione

La stazione viene inaugurata nel 1896 con il nome di Papestraße, derivato dalla strada dedicata al generale prussiano Alexander August Wilhelm von Pape. La stazione, che manterrà questo nome per 110 anni, sarà una semplice fermata della S-Bahn di corrispondenza fra le linee radiali e la Ringbahn, fino alla nuova inaugurazione.

La nuova stazione per le lunghe percorrenze è stata inaugurata il 28 maggio 2006, assieme con le stazioni Hauptbahnhof e Gesundbrunnen, con la costruzione del nuovo tracciato nord-sud, attraverso il Tiergartentunnel. Il vecchio tracciato, nella tratta meridionale, si attestava in centro al vecchio terminale dell'Anhalter Bahnhof.

La scelta del nome, più intuitivo, è da relazionarsi a quello di altre due stazioni, Ostkreuz e Westkreuz, posti agli incroci est e ovest della Stadtbahn con la Ringbahn. A tale riguardo la stazione di Gesundbrunnen è informalmente individuata anche col nome di Nordkreuz.

## Strutture e impianti
La nuova struttura ha, grossomodo come la Hauptbahnhof, una struttura su due livelli a croce. La stazione, coperta da una muratura squadrata, conta 10 binari, tutti serviti da marciapiede. I 2 del livello superiore sono al servizio della S-Bahn (sulla Ringbahn), mentre fra gli 8 del livello inferiore, al servizio della S-Bahn ve ne sono sempre 2. La struttura della vecchia Papestraße, totalmente cambiata, era composta da 2 FV collegati con una serie di scale.

## Movimento

### Lunga percorrenza

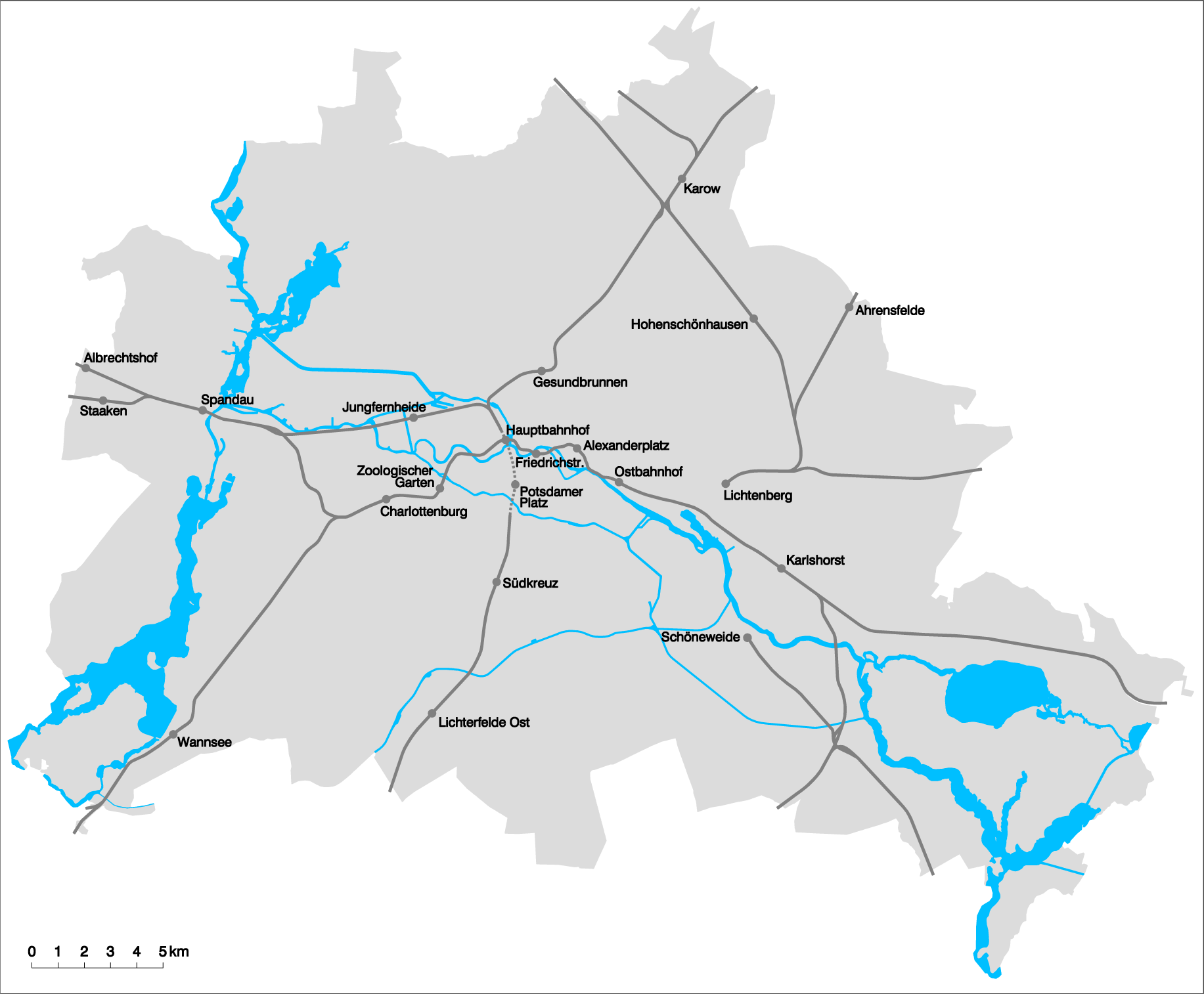
La rete ferroviaria passeggeri di Berlino dal 2006

Südkreuz è divenuta (dal 2006) un'importante stazione per il transito nazionale ed internazionale (servita anche da ICE, Eurocity ed Intercity), rivoluzionando il precedente traffico limitato ai trasporti metropolitani. La nuova direttrice nord-sud di Berlino ha sostituito in parte alcune corse (del tipo Monaco-Berlino-Amburgo) che in precedenza percorrevano la Stadtbahn, oltre ad incrementare le relazioni dirette con Rostock. Collegata nazionalmente con tutte (pressoché) le maggiori città tedesche, ha fra le varie destinazioni internazionali Stettino, Praga e Budapest.

### Trasporto regionale e S-Bahn
La stazione è servita dalle linee S 2, S 25, S 41, S 42, S 45 e S 46 della S-Bahn, dalla linea regionale RB 10, dalle linee regionali espresse RE 3, RE 4 e RE 5, e dall'autoservizio sostitutivo RE 5C.

## Interscambi
- Fermata autobus

## Galleria d'immagini

Livello principale stazione di Berlino Südkreuz
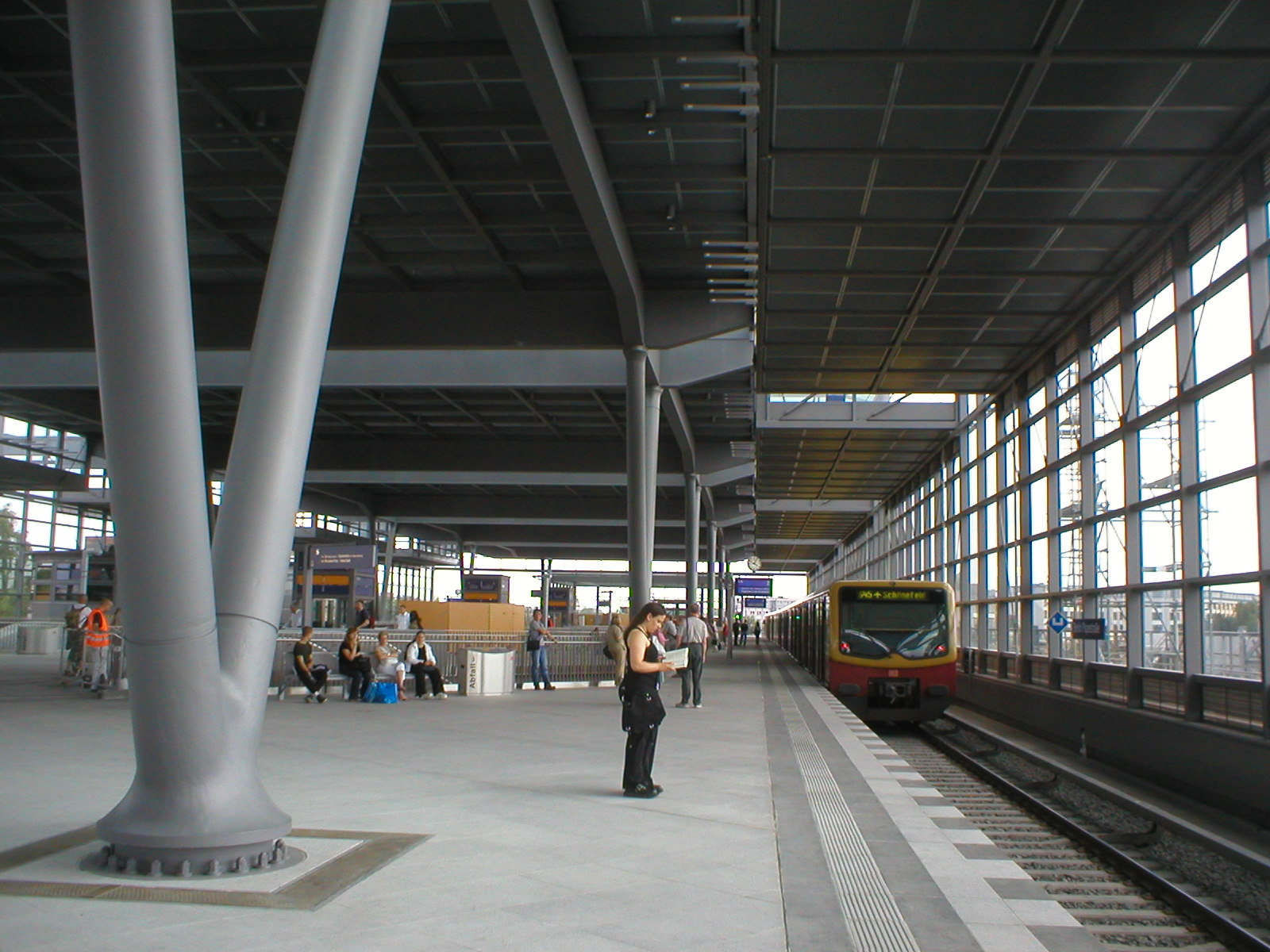
Livello superiore
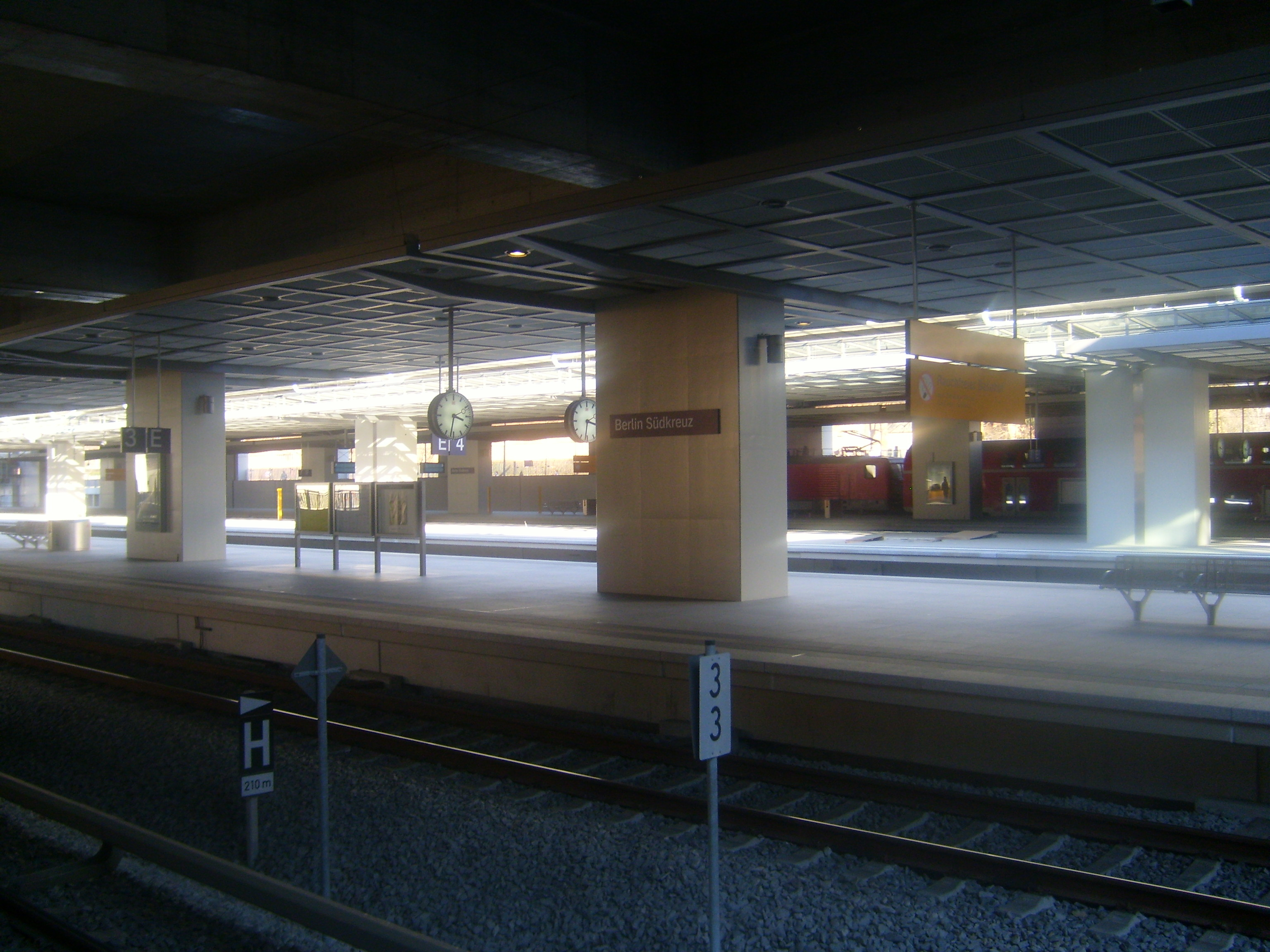
Livello inferiore
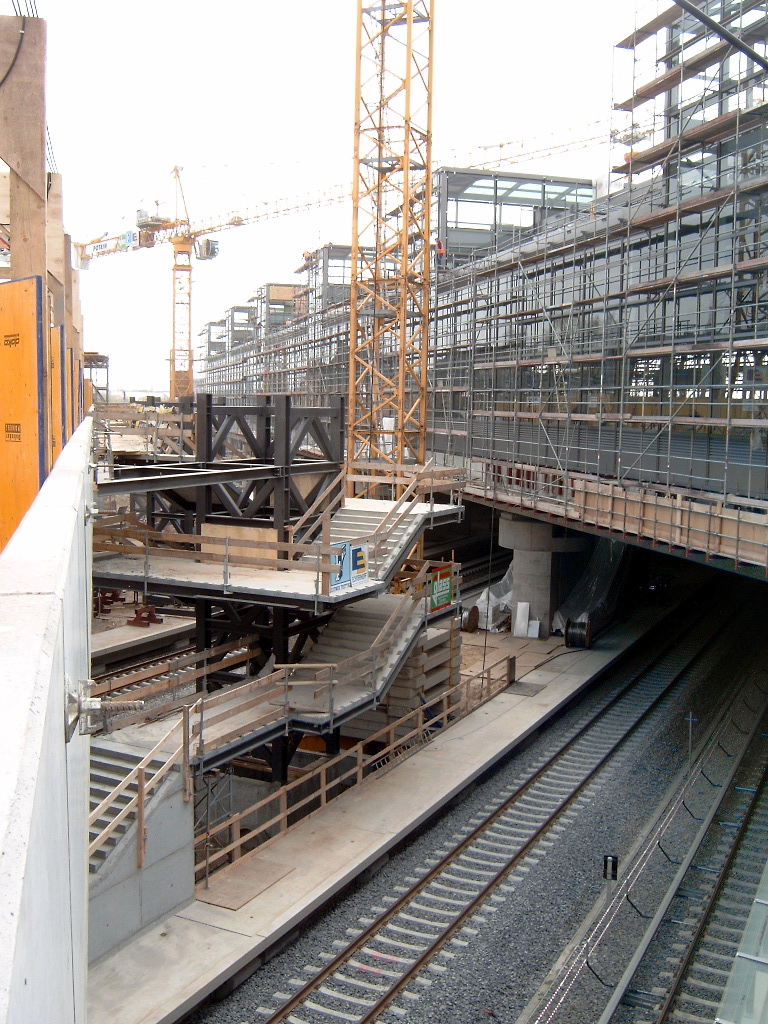
Cantieri nell'Aprile 2005
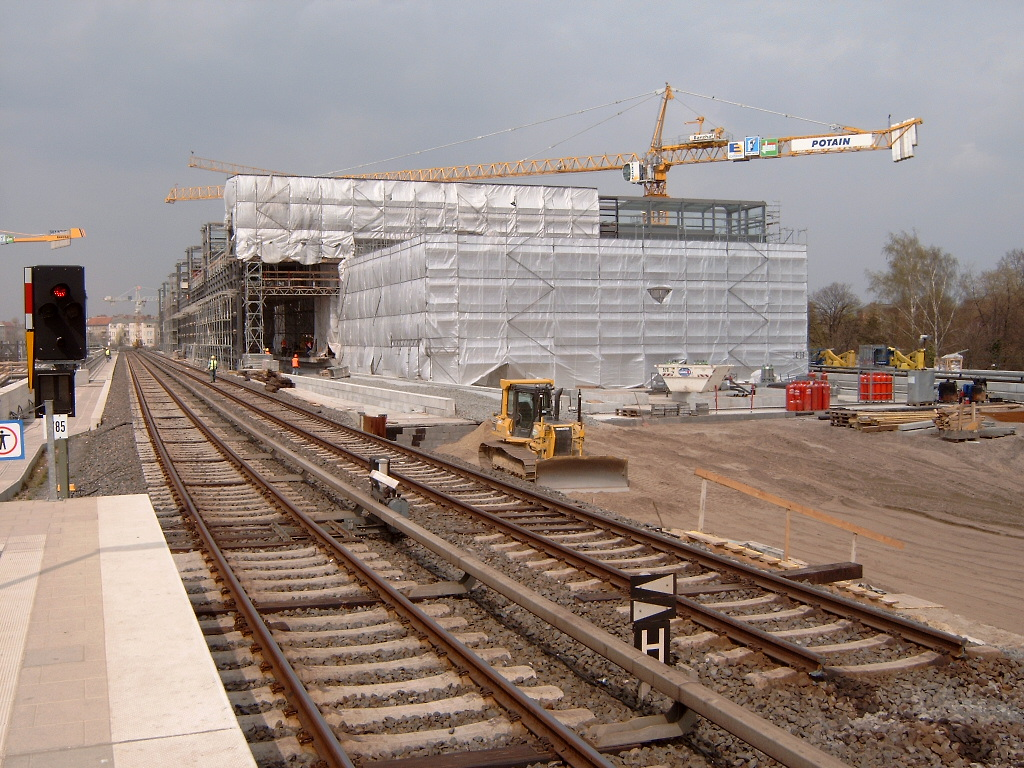
Cantieri al livello superiore (Aprile 2005)

### Esplicative
1. ↑  Acronimo indicante il Fabbricato Viaggiatori di una stazione
2. ↑  Informazioni al sito delle Deutsche Bahn

### Bibliografiche
1. ↑  (DE) Mappa delle reti della metropolitana e della S-Bahn di Berlino (PDF), su images.vbb.de (archiviato dall'url originale il 29 giugno 2017).
2. ↑  (DE) Mappa della rete ferroviaria regionale di Berlino e del Brandeburgo (PDF), su images.vbb.de. URL consultato il 25 settembre 2017 (archiviato dall'url originale il 1º marzo 2017).